# Acehúche
Acehúche ist ein westspanischer Ort und eine Gemeinde (municipio) mit 805 Einwohnern (Stand: 2024) in der Provinz Cáceres in der Autonomen Region Extremadura im Südwesten Spaniens.

## Lage
Acehúche liegt etwa 48 Kilometer (Fahrtstrecke) nordnordwestlich der Provinzhauptstadt Cáceres in einer Höhe von ca. 340 m. Der Tajo begrenzt hier als Stausee Embalse de Alcantara die Gemeinde nach Süden. Das Klima ist gemäßigt bis warm; Regen (599 mm/Jahr) fällt hauptsächlich im Winterhalbjahr.

## Bevölkerungsentwicklung
| Jahr      | 1970 | 1981 | 1991 | 2001 | 2011 | 2021 |
| Einwohner | 1291 | 1046 | 1014 | 911  | 839  | 814  |

Der deutliche Bevölkerungsrückgang seit den 1950er Jahren ist im Wesentlichen auf die Mechanisierung der Landwirtschaft sowie die Aufgabe bäuerlicher Kleinbetriebe („Höfesterben“) und den damit einhergehenden Verlust von Arbeitsplätzen zurückzuführen.

## Sehenswürdigkeiten
- alte Brücke
- Johannes-der-Täufer-Kirche
- Marienkapelle
- Christuskapelle

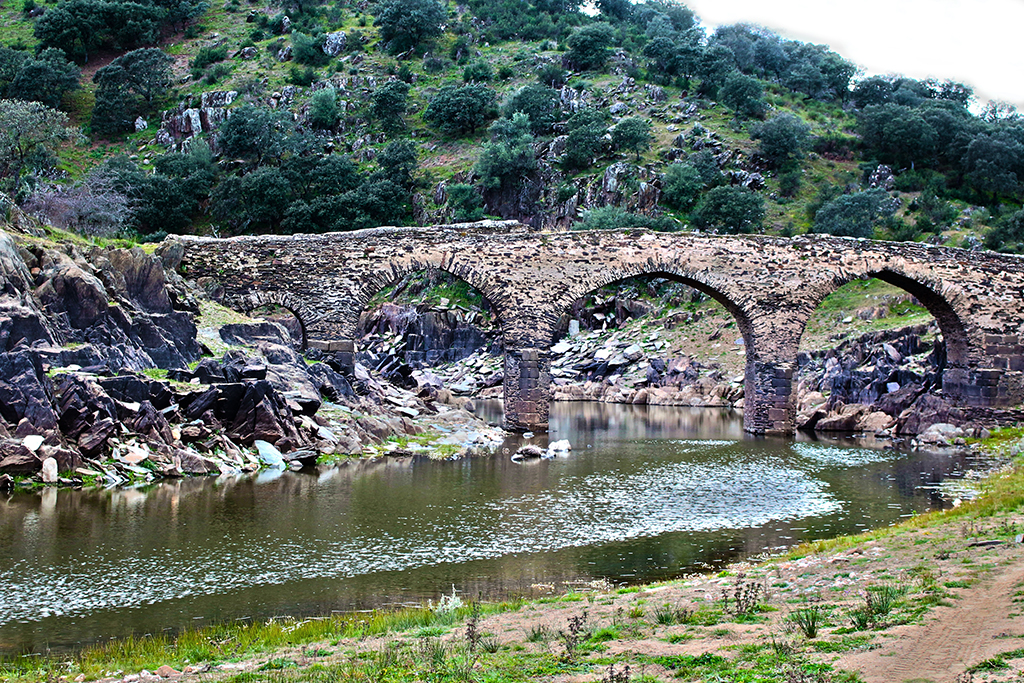
Alte Brücke
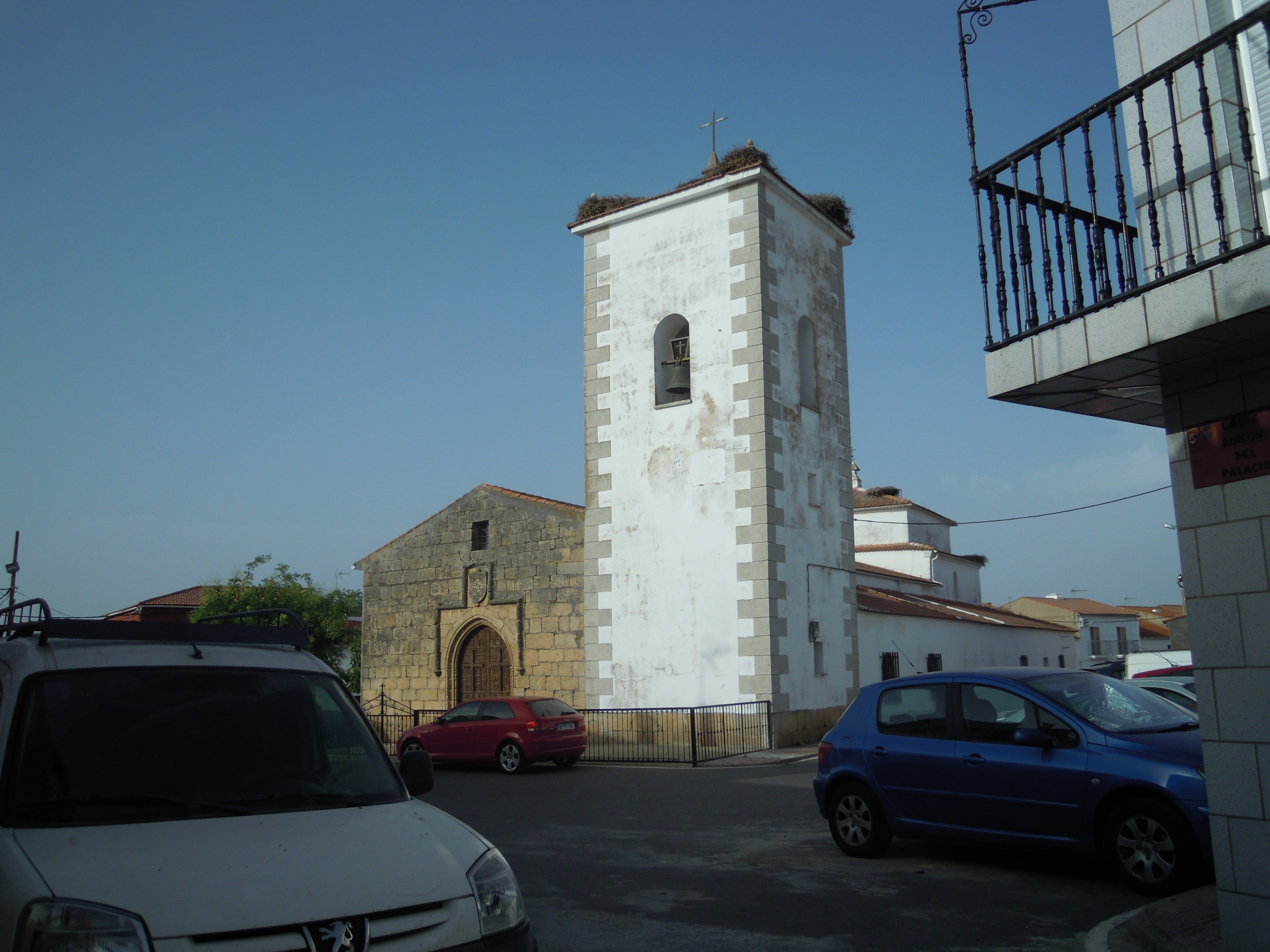
Johannes-der-Täufer-Kirche
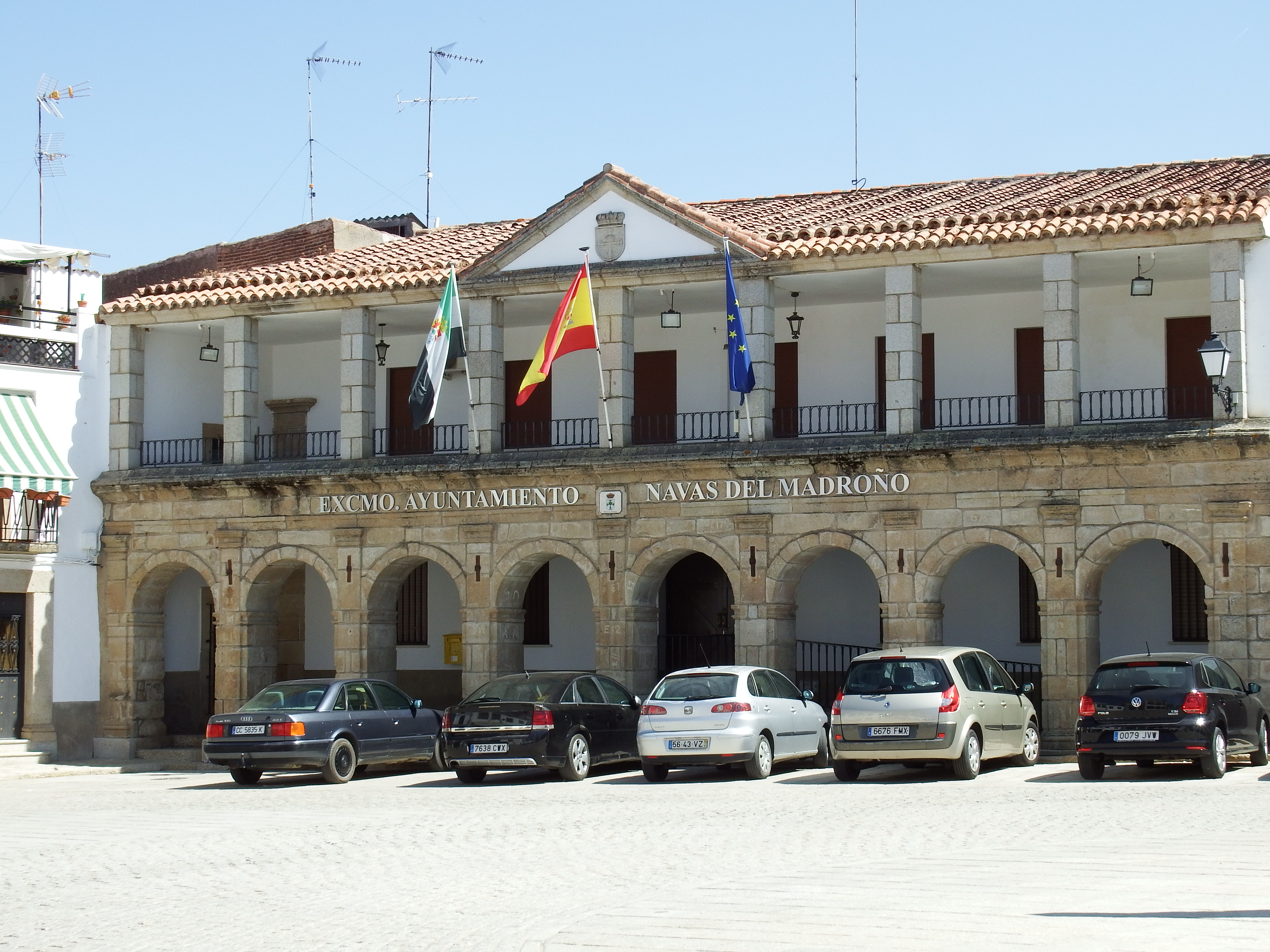
Rathaus

## Persönlichkeiten
- Maria Paz Martin Esteban (* 1960), Mykologin